# Gert Hofmann
Gert Hofmann (ur. 29 stycznia 1932 w Limbach, zm. 1 lipca 1993 w Erding) – niemiecki germanista i pisarz. 
Oprócz germanistyki studiował romanistykę i slawistykę na uniwersytecie lipskim. Wykładał na uczelniach europejskich i amerykańskich. Był autorem dramatów, słuchowisk (Die beiden aus Verona, Die Überflutung), opowiadań i powieści społeczno-obyczajowych, ukazujących głównie kontrowersyjne i niezwykłe zdarzenia za pomocą zaskakującej stylistyki i ekspresji językowej (m.in. Die Fistelstimme 1980, Na wieży 1982, Unsere Eroberung 1984).